# Bachmehring (Eiselfing)
Bachmehring ist ein Ort und eine Gemarkung in der Gemeinde Eiselfing im oberbayerischen Landkreis Rosenheim.

## Geographie
Das Dorf liegt südöstlich von Wasserburg am Inn im nördlichen Landkreis Rosenheim. Südöstlich schließt sich der heutige Hauptort Eiselfing an.

## Geschichte
Die 1818 gegründete Gemeinde Bachmehring entstand durch das bayerische Gemeindeedikt und war Teil des Landgerichts und späteren Landkreises Wasserburg am Inn. Die Gemeinde Eiselfing entstand im Zuge der Gebietsreform in Bayern am 1. April 1971 durch die Zusammenlegung der Gemeinden Aham, Bachmehring, Freiham und Schönberg. Kircheiselfing war bis dahin der Hauptort der Gemeinde Bachmehring. Seit der Auflösung des Landkreises Wasserburg am Inn am 1. Juni 1972 gehört Bachmehring zum Landkreis Rosenheim.